# Surhanî, Oleksandria
Surhanî (în ucraineană Сургани) este un sat în comuna Andriivka din raionul Oleksandria, regiunea Kirovohrad, Ucraina.

## Demografie
Componența lingvistică a localității Surhanî
     Ucraineană (93,98%)
     Rusă (6,02%)
Conform recensământului din 2001, majoritatea populației localității Surhanî era vorbitoare de ucraineană (93,98%), existând în minoritate și vorbitori de rusă (6,02%).